# Liste der Nummer-eins-Country-Alben in den USA (1986)
Dies ist eine Liste der Nummer-eins-Alben in den von Billboard ermittelten Verkaufscharts für Country-Alben in den USA im Jahr 1986. In diesem Jahr gab es zweiundzwanzig Nummer-eins-Alben.

| ← 1985 ← | Liste der Nummer-eins-Country-Alben in den USA | Liste der Nummer-eins-Country-Alben in den USA | Liste der Nummer-eins-Country-Alben in den USA | 1987 →                    |
| \| Zeitraum \| Wo. ges. \| Interpret \| Titel \| Zusätzliche Informationen \| \| (Zeitraum, Wochen auf Platz eins, Interpret, Titel, zusätzliche Informationen) \| \| \| \| \| \| ------------------------------------------------------------------------------ \| -------- \| ------------------ \| -------------------------------------------- \| ------------------------- \| \| 28. Dezember 1985 – 7. Februar 1986 6 Wochen (insgesamt 6) \| 6 \| Kenny Rogers \| The Heart of the Matter[1] \| — \| \| 8. Februar 1986 – 21. Februar 1986 2 Wochen (insgesamt 2) \| 2 \| Hank Williams, Jr. \| Hank Williams Jr.’s Greatest Hits, Vol. 2[2] \| — \| \| 22. Februar 1986 – 28. Februar 1986 1 Woche (insgesamt 1) \| 1 \| Lee Greenwood \| Streamline[3] \| — \| \| 1. März 1986 – 7. März 1986 1 Woche (insgesamt 1) \| 1 \| The Judds \| Rockin’ with the Rhythm[4] \| — \| \| 8. März 1986 – 14. März 1986 1 Woche (insgesamt 1) \| 1 \| Dan Seals \| Won’t Be Blue Anymore[5] \| — \| \| 15. März 1986 – 21. März 1986 1 Woche (insgesamt 1) \| 1 \| Ray Stevens \| I Have Returned[6] \| — \| \| 22. März 1986 – 28. März 1986 1 Woche (insgesamt 1) \| 1 \| Earl Thomas Conley \| Greatest Hits[7] \| — \| \| 29. März 1986 – 4. April 1986 1 Woche (insgesamt 1) \| 1 \| Ricky Skaggs \| Live in London[8] \| — \| \| 5. April 1986 – 18. April 1986 2 Wochen (insgesamt 2) \| 2 \| Alabama \| Greatest Hits[9] \| — \| \| 19. April 1986 – 25. April 1986 1 Woche (insgesamt 1) \| 1 \| John Schneider \| A Memory Like You[10] \| — \| \| 26. April 1986 – 16. Mai 1986 3 Wochen (insgesamt 5) \| 5 \| Alabama \| Greatest Hits \| — \| \| 17. Mai 1986 – 23. Mai 1986 1 Woche (insgesamt 10) \| 10 \| Hank Williams, Jr. \| Five-O[11] \| — \| \| 24. Mai 1986 – 30. Mai 1986 1 Woche (insgesamt 1) \| 1 \| Reba McEntire \| Whoever’s in New England[12] \| — \| \| 31. Mai 1986 – 13. Juni 1986 2 Wochen (insgesamt 2) \| 2 \| Willie Nelson \| The Promiseland[13] \| — \| \| 14. Juni 1986 – 20. Juni 1986 1 Woche (insgesamt 1) \| 1 \| Waylon Jennings \| Will the Wolf Survive[14] \| — \| \| 21. Juni 1986 – 27. Juni 1986 1 Woche (insgesamt 1) \| 1 \| Ronnie Milsap \| Lost in the Fifties Tonight[15] \| — \| \| 28. Juni 1986 – 11. Juli 1986 2 Wochen (insgesamt 2) \| 2 \| Dwight Yoakam \| Guitars, Cadillacs, Etc., Etc.[16] \| — \| \| 12. Juli 1986 – 8. August 1986 4 Wochen (insgesamt 4) \| 4 \| George Strait \| 7[17] \| — \| \| 9. August 1986 – 5. September 1986 4 Wochen (insgesamt 4) \| 4 \| Randy Travis \| Storms of Life[18] \| — \| \| 6. September 1986 – 3. Oktober 1986 4 Wochen (insgesamt 4) \| 4 \| Hank Williams, Jr. \| Montana Cafe[19] \| — \| \| 4. Oktober 1986 – 10. Oktober 1986 1 Woche (insgesamt 4) \| 4 \| Janie Fricke \| Black & White[20] \| — \| \| 11. Oktober 1986 – 7. November 1986 4 Wochen (insgesamt 8) \| 8 \| Randy Travis \| Storms of Life \| — \| \| 8. November 1986 – 14. November 1986 1 Woche (insgesamt 1) \| 1 \| Steve Earle \| Guitar Town[21] \| — \| \| 15. November 1986 – 26. Dezember 1986 6 Wochen (insgesamt 6) \| 6 \| Alabama \| The Touch[22] \| — \| |                                                |                                                |                                                |                           |
| ← 1985 |                                                |                                                |                                                | → 1987 →                  |
| Zeitraum | Wo. ges.                                       | Interpret                                      | Titel                                          | Zusätzliche Informationen |
| (Zeitraum, Wochen auf Platz eins, Interpret, Titel, zusätzliche Informationen) |                                                |                                                |                                                |                           |
| 28. Dezember 1985 – 7. Februar 1986 6 Wochen (insgesamt 6) | 6                                              | Kenny Rogers                                   | The Heart of the Matter                        | —                         |
| 8. Februar 1986 – 21. Februar 1986 2 Wochen (insgesamt 2) | 2                                              | Hank Williams, Jr.                             | Hank Williams Jr.’s Greatest Hits, Vol. 2      | —                         |
| 22. Februar 1986 – 28. Februar 1986 1 Woche (insgesamt 1) | 1                                              | Lee Greenwood                                  | Streamline                                     | —                         |
| 1. März 1986 – 7. März 1986 1 Woche (insgesamt 1) | 1                                              | The Judds                                      | Rockin’ with the Rhythm                        | —                         |
| 8. März 1986 – 14. März 1986 1 Woche (insgesamt 1) | 1                                              | Dan Seals                                      | Won’t Be Blue Anymore                          | —                         |
| 15. März 1986 – 21. März 1986 1 Woche (insgesamt 1) | 1                                              | Ray Stevens                                    | I Have Returned                                | —                         |
| 22. März 1986 – 28. März 1986 1 Woche (insgesamt 1) | 1                                              | Earl Thomas Conley                             | Greatest Hits                                  | —                         |
| 29. März 1986 – 4. April 1986 1 Woche (insgesamt 1) | 1                                              | Ricky Skaggs                                   | Live in London                                 | —                         |
| 5. April 1986 – 18. April 1986 2 Wochen (insgesamt 2) | 2                                              | Alabama                                        | Greatest Hits                                  | —                         |
| 19. April 1986 – 25. April 1986 1 Woche (insgesamt 1) | 1                                              | John Schneider                                 | A Memory Like You                              | —                         |
| 26. April 1986 – 16. Mai 1986 3 Wochen (insgesamt 5) | 5                                              | Alabama                                        | Greatest Hits                                  | —                         |
| 17. Mai 1986 – 23. Mai 1986 1 Woche (insgesamt 10) | 10                                             | Hank Williams, Jr.                             | Five-O                                         | —                         |
| 24. Mai 1986 – 30. Mai 1986 1 Woche (insgesamt 1) | 1                                              | Reba McEntire                                  | Whoever’s in New England                       | —                         |
| 31. Mai 1986 – 13. Juni 1986 2 Wochen (insgesamt 2) | 2                                              | Willie Nelson                                  | The Promiseland                                | —                         |
| 14. Juni 1986 – 20. Juni 1986 1 Woche (insgesamt 1) | 1                                              | Waylon Jennings                                | Will the Wolf Survive                          | —                         |
| 21. Juni 1986 – 27. Juni 1986 1 Woche (insgesamt 1) | 1                                              | Ronnie Milsap                                  | Lost in the Fifties Tonight                    | —                         |
| 28. Juni 1986 – 11. Juli 1986 2 Wochen (insgesamt 2) | 2                                              | Dwight Yoakam                                  | Guitars, Cadillacs, Etc., Etc.                 | —                         |
| 12. Juli 1986 – 8. August 1986 4 Wochen (insgesamt 4) | 4                                              | George Strait                                  | 7                                              | —                         |
| 9. August 1986 – 5. September 1986 4 Wochen (insgesamt 4) | 4                                              | Randy Travis                                   | Storms of Life                                 | —                         |
| 6. September 1986 – 3. Oktober 1986 4 Wochen (insgesamt 4) | 4                                              | Hank Williams, Jr.                             | Montana Cafe                                   | —                         |
| 4. Oktober 1986 – 10. Oktober 1986 1 Woche (insgesamt 4) | 4                                              | Janie Fricke                                   | Black & White                                  | —                         |
| 11. Oktober 1986 – 7. November 1986 4 Wochen (insgesamt 8) | 8                                              | Randy Travis                                   | Storms of Life                                 | —                         |
| 8. November 1986 – 14. November 1986 1 Woche (insgesamt 1) | 1                                              | Steve Earle                                    | Guitar Town                                    | —                         |
| 15. November 1986 – 26. Dezember 1986 6 Wochen (insgesamt 6) | 6                                              | Alabama                                        | The Touch                                      | —                         |